# علاقات جنوب إفريقيا الخارجية

العلاقات الدبلوماسية لجنوب إفريقيا

امتدت علاقات جنوب إفريقيا الخارجية منذ أن كانت الدولة دومينيونًا تابعًا للإمبراطورية البريطانية حتى سياساتها الانعزالية في ظل نظام الفصل العنصري، ومن ثم دورها كجهة دولية فاعلة مسؤولة تلعب دورًا رئيسيًا في إفريقيا، وخاصة جنوب إفريقيا. تُعد جنوب إفريقيا عضوًا في الأمم المتحدة، والاتحاد الإفريقي ودول الكومنولث. تُعتبر جنوب إفريقيا إضافة دائمة محتملة إلى مجلس الأمن التابع للأمم المتحدة؛ وانتُخِبت في عام 2006 ومرة أخرى في عام 2010 من قبل الجمعية العامة للأمم المتحدة للعمل في مجلس الأمن، واستمرت فيه حتى 31 ديسمبر 2012. انتُخِبت جنوب إفريقيا منذ ذلك الحين أيضًا عضوًا في مجلس الأمن الدولي للعام 2019-2020. بقي رئيس جنوب إفريقيا سيريل رامافوزا رئيسًا للاتحاد الإفريقي منذ عام 2020 حتى عام 2021؛ وهي المرة الثانية التي ترأس فيها جنوب إفريقيا الاتحاد الإفريقي منذ تشكيله في عام 2003.

## التاريخ

### قبل الفصل العنصري
قاتلت جنوب إفريقيا، كعضو رئيسي في الإمبراطورية البريطانية والكومنولث كدومينيون، إلى جانب المملكة المتحدة والحلفاء في كل من الحرب العالمية الأولى والحرب العالمية الثانية، وشاركت في قوات الأمم المتحدة بعد الحرب في الحرب الكورية. كانت جنوب إفريقيا عضوًا مؤسسًا في عصبة الأمم، وأنشأت في عام 1927 إدارة الشؤون الخارجية مع بعثات دبلوماسية في دول أوروبا الغربية الرئيسية وفي الولايات المتحدة.

### الفصل العنصري
أدخلت جنوب إفريقيا نظام الفصل العنصري في عام 1948 كامتداد منهجي للتمييز العنصري الموجود مسبقًا في البلاد. أصبحت البلاد معزولة دوليًا وبشكل متزايد حتى إلغاء الفصل العنصري في عام 1991، وأدخلت المساواة العرقية بين عامي 1990 و1993. أدى هذا الانتقال إلى تغيير في السياسة الخارجية لجنوب إفريقيا. توقفت البلاد عن محاولة استعادة الهيمنة الإقليمية، وبدأت تتصرف كمحور مركزي للتعاون كقوة أحادية إقليمية.

### بعد الفصل العنصري
أصبحت جنوب إفريقيا جهة فاعلة دولية رائدة بعد أن خرجت من العزلة الدولية لحقبة الفصل العنصري. تجسد هدف سياستها الخارجية الرئيسية في تطوير علاقات جيدة مع جميع البلدان؛ وخاصة مع جيرانها في مجموعة التنمية لجنوب إفريقيا والأعضاء الآخرين في الاتحاد الإفريقي. لعبت جنوب إفريقيا دورًا رئيسيًا في السعي إلى إنهاء النزاعات والأزمات السياسية المختلفة في القارة الإفريقية، بما في ذلك بوروندي، وجمهورية الكونغو الديمقراطية، وجزر القمر، وزيمبابوي. تولت جنوب إفريقيا رئاسة حركة عدم الانحياز في أغسطس 1998، التي تخلت عنها في يوليو 2002.
طلبت مملكة إسواتيني من جنوب إفريقيا فتح مفاوضات لإعادة دمج بعض الأراضي المجاورة في جنوب إفريقيا التي يسكنها عرق السوازي، أو التي كانت منذ فترة طويلة جزءًا من مملكة سوازيلاند.

## رابطة الأمم المتحدة
كانت جنوب إفريقيا دومينيونًا تابعًا للإمبراطورية البريطانية والكومنولث منذ عام 1910 حتى عام 1961، وكانت أيضًا جمهورية خارج الكومنولث منذ عام 1961 حتى عام 1994، ثم أصبحت جمهورية في الكومنولث في 1 يونيو 1994.

## مجلس الأمن التابع للأمم المتحدة
كانت جنوب إفريقيا عضوًا غير دائم في مجلس الأمن التابع للأمم المتحدة منذ أكتوبر 2006 حتى عام 2008. لم تمر أصوات جنوب إفريقيا في مجلس الأمن بدون جدل، فأثار مثلًا، وبشكل خاص، التصويت بالرفض على قرار ينتقد الحكومة البورمية انتقادات واسعة النطاق.
حاولت جنوب إفريقيا أيضًا التصويت ضد العقوبات الاقتصادية المفروضة على إيران؛ ولكن تغير ذلك بعد أن أدركت أن التصويت بالرفض سيواجه الهزيمة. أصبحت جنوب إفريقيا مرة أخرى عضوًا غير دائم في مجلس الأمن بين عامي 2010 و2012.